# کارولینا بروخنیتسکا
کارولینا بروخنیتسکا (لهستانی: Karolina Bruchnicka؛ زادهٔ ۱۲ اوت ۱۹۹۴) بازیگر اهل لهستان است.
از فیلم‌ها یا مجموعه‌های تلویزیونی که وی در آن‌ها نقش داشته است، می‌توان به تمام ترس‌های ما، اوشیتسکا و ع چون عشق اشاره نمود.